# Cerișa
Cerișa – wieś w Rumunii, w okręgu Sălaj, w gminie Halmășd. W 2011 roku liczyła 582 mieszkańców.